# Такасима, Мамору
Мамору Такасима (яп. 高島 守, род. 3 марта 1938, Хоккайдо) — японский хоккеист, нападающий. Участник зимних Олимпийских игр 1960, 1964 и 1968 годов.

## Биография
Мамору Такасима родился 3 марта 1938 года в японской префектуре Хоккайдо.
Играл в хоккей с шайбой за «Одзи Иглс» из Томакомай.
В 1960 году вошёл в состав сборной Японии по хоккею с шайбой на зимних Олимпийских играх в Скво-Вэлли, занявшей 8-е место. Играл на позиции нападающего, провёл 6 матчей, забросил 4 шайбы (по две в ворота сборных Австралии и Финляндии). Также сделал 3 голевых передачи (две в матче со сборной Австралии, одну — с Финляндией).
В 1962 году играл за сборную Японии во втором эшелоне (группе B) чемпионата мира в США.
В 1964 году вошёл в состав сборной Японии по хоккею с шайбой на зимних Олимпийских играх в Инсбруке, занявшей 11-е место. Играл на позиции нападающего, провёл 8 матчей, забросил 6 шайб (по две в ворота сборных Норвегии и Венгрии, по одной — Чехословакии и Румынии).
В 1968 году вошёл в состав сборной Японии по хоккею с шайбой на зимних Олимпийских играх в Гренобле, занявшей 10-е место. Играл на позиции нападающего, провёл 5 матчей, заброил 1 шайбу в ворота сборной Австрии.

## Семья
Внучка Сэна Судзуки (род. 1991) выступает за женскую сборную Японии по хоккею с шайбой, участвовала в зимних Олимпийских играх 2014 и 2018 годов.